# Stade du 16-Novembre
Pour les articles homonymes, voir Seize-Novembre.
Le stade du 16-Novembre (en arabe : ملعب 16 نوفمبر) est le stade de football de la ville d'Oulad Teïma au Maroc. Il est établi sur le territoire de la commune voisine de Sidi Ahmed Ou Amar (en). C'est l'enceinte du club Chabab Houara.

## Histoire
Ce stade a été nommé en commémoration de la date du 16 novembre 1955, date du retour d'exil du roi Mohammed V de Madagascar.